# Constantin Fântâneru
Constantin Fântâneru (n. 1 ianuarie 1907, Glodu, județul Argeș, după unele surse în satul Budișteni, Argeș – d. 21 martie 1975, Ștefănești, județul Argeș) a fost un scriitor român care a activat și publicat cu precădere în perioada interbelică. Un veșnic neadaptat, l-a făcut pe Eugen Ionescu, cu care a fost prieten în tinerețe, să scrie că „nu se simte bine nici la oraș, nici în cultură, nici printre oameni, nici singur”. Elenist, a fost profesorul de limbă greacă al lui Constantin Noica. În anul 1932 a publicat singurul său roman, numit „Interior”, roman al adolescentului întârziat.
În anul 1942 suferă o depresie nervoasă, din care își revine cu greutate, în anul 1948, când devine profesor de țară. Uitat o bună bucată de vreme, este recuperat în perioada recentă, operele sale (puține la număr) fiind republicate și bucurându-se de interesul moderat al criticii literare. 

## Opere
- Interior, roman, 1932; republicat în 1981 (ediție îngrijită de Ștefan Borbély) și în 2006, la Editura Polirom,Este tradus si publicat la editura ,,El Nadir,Spania,2011
- Poezia lui Lucian Blaga și gândirea mistică, lucrare critică, 1940,2011 Ed.Eikon, Cluj
- Râsul morților de aur, versuri, 1940
- Cruciada umbrelor, colecție de articole critice, 2001
- Narațiuni, manuscris de la începutul anilor 1970, publicat în 2003
- Carti si o alta carte , editie ingrijita de Aurel Sasu publicat la editura Minerva, Bucuresti,1999
- Cruciada umbrelor.Idei si carti,editie critica,text ingrijit de Aurel Sasu,Paralela 45,Pitesti,2001
- Slujba din hol , editura Limes, Cluj-Napoca,2009
- Calatoria lui Orfeu,editura Eikon,Cluj_Napoca 2010
- Jurnale 2012